# Rhinow
Rhinow (pronunciación en alemán: /ˈʁiːno/ⓘ) es un municipio situado en el distrito de Havelland, en el estado federado de Brandeburgo (Alemania), a una altitud de 30 metros. Su población a finales de 2016 era de 1700 habs. y su densidad poblacional, 50 hab/km².